# Општине у Кинтани Ро
Кинтана Ро има 11 општина. То су:
- Бакалар
- Бенито Хуарез
- Исла Мухерес
- Козумел
- Лазаро Карденас
- Отон П. Бланко
- Пуерто Морелос
- Солидаридад
- Тулум
- Фелипе Кариљо Пуерто
- Хосе Марија Морелос